# 巴斯克維爾的獵犬
《巴斯克維爾的獵犬》（英語：The Hound of the Baskervilles，另譯：《地獄犬》）是英國作家柯南·道爾的一部以偵探夏洛克·福爾摩斯和他的助手約翰·華生為主角的長篇偵探小說中的其中壹篇故事，故事發生的地點為英國西南部德文郡的達特穆爾鄉間中流傳出受到一隻靈異魔犬的糾纏與百年詛咒的貴族莊園中所發生的駭人案件。本篇最初是於1901年8月至1902年4月在The Strand Magazine連載。是《最後一案》之後福爾摩斯的首次復出，並開啟他的後續登臺。該小說並多次被翻拍成電影與動畫。台湾1970年代，东方出版社出版过此书注音版，名为《夜光怪兽》，是給小讀者看的簡明版。
2003年，小說在BBC大閱讀不列顛“最佳小說”榜上位列128/200名。1999年，本故事在100名夏洛克學者那裏全票當選最佳福爾摩斯小說。

## 故事大綱
名偵探福爾摩斯和他的助手華生接獲一件要負責保護巴斯克維爾家族之繼承者的委託任務，自從此莊園的主人突然離奇猝逝，而且他的身旁有隻巨大「魔犬」的腳印，從「魔犬」的出沒來看，由於巴斯克維爾家族的先祖激怒神明導致家族成員遭逢許多一連串的詛咒和意外中紛紛喪命，當現今的巴斯克維爾家族的新繼承者身陷危險中，福爾摩斯和華生面對這場人心詭計的財產權鬥爭中發現每個嫌疑人都有不可告人的秘密與過去，他們經過追查與研究和驚心動魄的搏鬥下終於查出利用「魔犬」企圖謀害繼承者的兇手。

## 故事簡介

### 來客的拜訪、離奇的猝逝案、巴斯克維爾家書的內容
在十八世紀英國倫敦的貝克街道路中的貝克街221B號寓所中，剛吃完早餐的偵探福爾摩斯與他的助手華生聽到敲門聲，福爾摩斯跟華生解釋之前有人來拜訪與委託他們卻在回去時忘記帶走拐杖，他依據拐杖的長度與握把的設計上推測出拐杖與其犬型齒痕的持有者是一位飼養捲毛獵犬的主治醫師，後來他在打開門後出現一位中年男子，這位男子是居住在某座位於德文郡西南部的達特穆爾鄉間中隸屬望族巴斯克維爾家族的巨大莊園宅邸——巴斯克維爾館的前主人查爾斯·巴斯克維爾爵士（Sir Charles baskerville）的好友兼主治醫師——詹姆斯·莫蒂默教授（Professor James Mortimer）。莫蒂默教授進入公寓內請求福爾摩斯協助並且把情況從頭到尾解釋清楚。
查爾斯是一位富有、各品良善的老男爵，但是他的年紀已經年邁、心臟不是很好的狀態隨時可能都會受到驚嚇而復發。事情發生在大約三個禮拜的某個晚上，查爾斯被他的管家約翰·巴裏摩爾（John Barrymore）給發現倒臥與猝逝在他家莊園別墅外圍的附近荒草邊，案發當時查爾斯的遺體旁邊不知為何出現令人感到很詭異的大型犬的腳印足跡。查爾斯的猝逝迅速傳播整個達特穆爾的鄉間。莫蒂默教授認為這起案件並不是這麼很單純，因為查爾斯生前很在意糾纏他家族長達三百多年的靈異詛咒並且在鄉下地區善待與救濟許多鄰村的農民甚至會舉辦慈善活動，因為自從巴斯克維爾家族的先祖做出許多無惡不作、行搶民女的犯罪行徑，導致整個家族的所有成員全都遭遇來歷不明的離奇意外中死於非命。查爾斯決定做些善事來為家族做些贖罪並且在救濟貧苦的農民，原本查爾斯正要打算對周邊荒蕪的地區進行些開發的工作，但是此計劃已因他的逝世而中斷使本郡不勝哀悼。至於查爾斯對本地及郡慈善機關的慷慨捐輸，本欄曾常有登載。莫蒂默教授從外套的口袋中拿出巴斯克维尔家族的老賬本家書，讓福爾摩斯閱讀家書的內容知道詳細的情況。
福爾摩斯與華生翻閱巴斯克维尔家的家書時，他們發現這是巴斯克维尔家族的成員之一的湯瑪斯·修果·巴斯克维尔交託給他的兩個儿子羅杰和约翰惕的賬本，湯瑪斯不只寫著家族中所流傳著世人都永生難忘的「魔犬詛咒」故事，他還把自己從歷代長輩的口中聽聞家族跟魔犬有關的內幕以及每個歷代家族的成員所遭遇的禍災全都記錄下來，湯瑪斯要求罗杰和约翰惕要將這件事作為保密也不能讓他們的姐姐伊丽莎白知道他們的家族遭受詛咒的起因。湯瑪斯希望讓他們的後裔能夠知道「魔犬詛咒」的傳說中能夠領悟到不去仿效他們的先祖所製造的罪孽，只有這麼做他們家族的血脈才不會被斷絕。莫蒂默教授為了讓福爾摩斯更加了解「魔犬」的事，於是他拿回巴斯克维尔家書的內容開始唸出來，而在旁的華生仔細地聆聽著魔犬的傳說。

### 巴斯克維爾的魔犬傳說
糾纏著巴斯克維爾家的「魔犬詛咒」是敘述著巴斯克維爾家在兩至三百年前遭受詛咒的經過。據說在1742年的英國內戰中位於山丘的深處、被眾多樹林所包圍的大房屋是隸屬於西南部地區的巴斯克維爾館所發生駭人與驚悚的事件。這座宅邸原是統領西南部地區的大地主——雨果·巴斯克維爾（Hugo Baskerville）所持有的。雨果·巴斯克维尔是一位高傲又英俊的青年，他的家族統治與管理許多鄰近的農村、城鎮與鄉村地區長達許多年。儘管雨果受到許多年輕的鄉村女郎和農家婦女的仰慕，但是他是個为非作歹、喪盡天良、卑劣粗俗、貪婪無厭、残暴狂妄、驕奢淫逸、卑鄙齷齪、沈迷酒色、作威作福、霸道橫蠻、完全不信上帝也不學無術的惡徒。由於雨果每天跟自己許多遊手好閒及作風野蠻的手下做出許多無法無天的行徑，而且他的個性很自私自利、冷酷無情，不去仿效他的家人留著好榜樣的行為。由於雨果的負面形象和聲名狼藉的名聲使得鄉領變得不得安寧，他的天性狂妄、殘忍，在西部已是家喻戶曉。所以許多的村民們都為此看不下去，他們對雨果產生畏懼又厭惡甚至會避開與遠離他以防節外生枝，甚至盡早搬離到沒有雨果的家族所管理的地方。
事實上，如果这個地區有建立教堂的话，那麼雨果應該會懺悔他所做的許多罪孽來獲得寬恕也不會為他的家族帶來許多負面名聲和駭人的詛咒。但是在這一地區聖教從來就沒有興旺過。直到某天，雨果不知為何突然「迷戀」上鄰村附近中某個地主的女兒，他經常多次向少女告白甚至會派人到她的家提出求婚請求。這件事讓村民們都感到很恐慌又擔心，因為凡事被雨果給看上或是找碴的人都會遭遇不幸和厄運。當時雨果看中的是在許多農莊村中一位農夫的女兒，女孩的父親在農場擁有許多的畝土也是受到尊敬的村民。雖然這個潔身自愛又保守貞操、亦是容貌清秀的少女擁有良好的名聲，可是她知道雨果的惡名總是躲避著非常不敢出現在他的面前，她還說自己跟雨果的身分有著過於懸殊與天壤之別的理由來拒絕他的求婚。後來在米可摩斯节（每年9月29日基督教纪念圣徒聖麦可(St.Michael)的節慶）的晚上，女孩的家人在傍晚時分早已出去卻獨留女孩看家。雨果趁著機會帶著他的手下闖入農場強行擄走女孩把她給禁錮在宅邸樓上的某個房間內（另一個說法是圍繞著女孩的身旁並且百般地調戲她），犯案後的雨果在大廳飲酒狂歡與喧鬧番中酒醉時聲稱無論是誰即使是重說一遍都可能會遭到天譴。雖然剛被囚禁的女孩聽到樓下狂歌亂吼和許多不堪入耳的字時感到很驚恐，不過她立刻爬出南墙房間的窗口使用旁邊的蔓藤從房檐上小心地攀爬到地面就穿過沼地直往她家的方向跑去。（另一個說法是女孩在雨果跟他的同夥們在半夜爛醉如泥時趁機落跑），當時這個危險的脫逃手法是許多人都無法想出來的。
從莊園至鄰村的距離大約有九英里，要到鄰村必須先越過茂密的森林還要經過深谷的山丘，等到通過山崖下方的達特姆爾荒原的高沼地，那裡不只有許多危險的泥沼和一片空曠的原野還有一座不知何時而建立起的石柱群，而且烏黑的泥沼在月光照射下會異常的明亮。凡是前往高沼地的人如果稍微不注意就會陷入泥沼的深處面臨無法逃離的處境，所以在通過荒原之前要特別注意四周環境，況且從荒原到鄰村還有好幾百英里。儘管女孩知道高沼地的危險性，但是她寧死也不要被雨果給糟蹋和凌辱。女孩從藤蔓攀爬至地面迅速通過森林直接逃往荒原，她迅速跑回她父親的農場上卻不慎弄掉自己隨身攜帶的手帕（另一個說法是頭巾）。起初雨果在喧鬧時沒有注意到這件事，直到他在清晨帶著食物跟酒與其他的東西來到房間發現時才發現自己的「籠中之鳥」已經不見人影（另一個說法是從雨果從自己的同夥的口中得知這件事），那個答案在看向披著月光的窗戶外馬上清楚。巴斯克維爾館的外牆爬滿著不少藤蔓，女孩勇敢的攀爬著藤蔓往下爬早已逃跑多時。雨果為此大發雷霆並且迅速衝下樓到飯廳就跳上大餐桌，凡是雨果眼前的東西，不論是酒瓶還是木盤全都被踢飛。雨果一邊敲打桌椅邊說著自己不會讓他好不容易得到的「東西」就此跑掉，他宣示不管怎樣借助魔鬼的力量都要把人給捉回去。雨果知道女孩的去向也了解到從宅邸到原野的距離大約是十五公里，除了空曠的原野以外幾乎什麼東西都沒有，如果騎上快馬絕對很快就能夠追得上人，而且女孩是不可能跑得更遠的地方！雨果命令马夫到屋外將宅邸裡最兇猛的猎犬群給帶過来，讓牠們聞出女孩的手帕中殘留的氣味，他把狗放出去便騎上自己最心愛的黑色駿馬迅速的奔往荒野（另一個說法是雨果聽從某一個特別兇惡的朋友的提案下放出獵犬去追人），同夥的男人們也匆忙的追趕在雨果的身後，當時那些那些人數是被視為不吉利的十三人。
起初雨果的同夥們騎馬越過森林與山谷來到荒野，然而他們不論再怎麼追都沒有看到雨果的身影，後來這些人攔截一位他們在半路遇見的沼地裡的牧人並且詢問他是否看到雨果的行蹤，臉色驚恐的牧人回答说他不久之前看到拼命逃跑到荒原上的女孩，過沒多久正是騎著黑馬並且驅使著獵犬們追趕的雨果，但是他發現有一隻巨大的黑色獵犬正緊跟在雨果的後面！雨果的手下們在辱罵牧人後抵達至達特姆爾的荒原，當他們看到持續奔跑、嘴里流淌着白沫、缰绳被拖在地上、马鞍上無人的黑馬就認出是雨果的愛馬，他們還發現猎犬們全都聚集在深沟卻沒有繼續前進，那些猎犬在深谷懸崖的上方邊緣互相哀鸣，即使少數的都早已逃之夭夭，但是剩下的似乎是在害怕著什麼東西在下面。只有膽子比較大的三個人從山崖的下方走過去查探清楚時，他們發現墜落在山崖下方的雨果以及側倒在地上的女孩。原來女孩被雨果給追趕的期間由於過於驚恐，她不慎從懸崖上跌落在高沼地的荒草中斷氣身亡（另一則說法是因疲憊與驚悚過度中倒地身亡），當時女孩微差身陷泥沼的情況相當很殘酷。雨果把女孩給逼到懸崖時在自己的駿馬目睹一隻巨大的黑色獵犬受到驚嚇而跌落下來遭到攻擊，他的身軀與喉嚨都幾乎被那隻獵犬的巨大利牙與尖爪給撕扯與咬斷著不放。那隻黑色的巨大獵犬長得很兇悍，而且牠的體型完全像是一隻來自地獄的魔犬！雨果的三個手下看到散发着凶光的雙眼還吠叫恫嚇的魔犬都吓得逃離現場，据说他們的情況也都不是很好的情況（其中一人在因為驚嚇過度不久當場身亡，另外两人則是终身精神失常與瘋癲），從此這隻獵殺雨果的黑色魔犬消失在高沼地的深處。從那起事件發生後不久，雨果的家人在受盡村民們的譴責與大加撻伐下遭到詛咒，他們遭遇許多的意外中離奇身亡還一度斷絕子嗣的情景。湯瑪斯知道他身為巴斯克維爾家族的後裔遲早將會面對魔犬所帶來的威脅，他不斷地告誡他的子女們絕對不能在夜晚時逗留於有邪靈出沒的沼澤地，還附註說他們只有在多做些善事才能獲得上帝的寬恕。所以許多巴斯克維爾家族的後裔都會將魔犬的傳說銘記在心也謹慎的不去仿效雨果的所做的造孽行徑。

### 男爵猝逝案的詳細經過、負責處理案子前的流程、在伦敦旅館發生的怪事
莫蒂默教授念完魔犬的傳說故事時並且解釋查爾斯在晚上就寢前都會從他家宅邸附近的水松夾道做些夜間散步，他在案發的三個禮拜前的某個傍晚在門口突然死盯著前來拜訪的莫蒂默教授並且發出驚叫聲跑進屋內，莫蒂默教授覺得查爾斯的異狀便感到悚涼的氣息，他發現有隻巨大的黑色巨獸正大步消失在濃霧中。查爾斯經歷這個詭異現象時受到嚴重的影響，他把自己家族留下來的家書交給莫蒂默教授來保管，甚至要求他跟生物和植物學學家傑克·斯泰普頓（Jack Stapleton）經常過來探望自己。
莫蒂默教授很擔心查爾斯的狀況特別建議他待在倫敦休養一段時間，但是查爾斯在出門辦事就沒有再返回莊園，莫蒂默教授以為查爾斯是正要去辦事過幾天後就會回來，直至他從約翰的口中得知查爾斯在水松夾道上出事的消息。查爾斯出事的隔天清晨，當地的驗屍官前來驗證為查爾斯的死因是因位過度恐懼致使心臟病復發。當莫蒂默教授看見猝逝身亡、臉孔變得無法辨識還露出驚悚表情的查爾斯時，他不禁想起查爾斯生前所提到的「魔犬」，莫蒂默教授向警方提出查爾斯家族禍根的起源，但是當地的警官們卻指出他們接獲出有三個村民在沼澤地看到類似是「魔犬」的生物和一陣詭異般的吠聲。莫蒂默教授順著查爾斯的腳印來到水松小道的夾道盡頭中的柵門邊，莫蒂默教授看到地上有雪茄兩次掉下來的煙灰，這是表明查爾斯出事前在等誰跟他碰面的跡象，莫蒂默教授看到查爾斯的腳印從柵門邊到他的遺體躺臥的地方似乎用腳尖跑的，他試著仿效查爾斯的腳步找出原因卻發現不遠處有一排清晰卻是巨大犬型的腳印之外並沒有其他的線索。

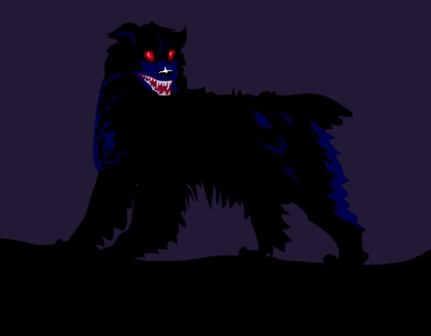
出現在不列颠民间传说中的黑犬。

福爾摩斯稱讚莫蒂默教授提供出查爾斯猝逝案的相關線索，他詢問莫蒂默教授商量並且詢問查爾斯是否有其他的親屬與親戚，莫蒂默教授解釋繼查爾斯在過去結婚許多年並沒有孩子，他曾在南非投機致富，並且於兩年前從南美洲搬回莊園並且應居下來。查爾斯喪妻多年頂多就只有管家巴裏摩爾夫婦和一位女傭來服侍與照料，附近的鄰居也只有莫蒂默教授、律師弗蘭克蘭·里昂（Frankland Lyons）以及剛搬進達特姆爾高沼地附近的斯泰普頓兄妹。查爾斯立下遺囑表示由他的侄子亨利·巴斯克維爾（Henry Baskerville）來繼承他們家族的遺產。莫蒂默說明查爾斯其實有兩個早逝多年的弟弟，查爾斯的二弟居住在美國跟一位當地的婦女結婚並且在加拿大的某座農場並且育有亨利，可是他卻在亨利十幾歲時就英年早逝，成年後的亨利分別居住在加拿大和蘇格蘭。查爾斯的三弟羅傑·巴斯克维尔（Roger Baskerville）是查爾斯與其他家族成員感到很頭痛的問題人物，他有著驕奢淫逸與嗜好賭博的特性跟先祖雨果很相似，由於羅傑擁有身敗名裂的名聲與形象而被他的家族給逐出家門流落至南美洲定居卻罹患黃熱病病逝並沒有留下子嗣。莫蒂默教授解釋查爾斯考慮與安排他唯一的姪子亨利繼承他開發周邊荒蕪的地區的計畫，他還吩咐自己絕對不可以帶亨利到莊園附近的高沼地，假設亨利突然遭遇不測會讓周邊荒蕪的地區進行開發工作的計畫就此中止，那麼許多鄉村的農民可能面臨失業與饑荒的處境。福爾摩斯讓莫蒂默教授明天早上帶亨利過來後，他派人去拿一份達特姆爾荒原的高沼地地圖，他先是拉個小提琴幾個小時又點上煙斗上的板煙聚集會神地思考起來。
華生看到福爾摩斯的表情就知道他對查爾斯的事產生興趣，福爾摩斯拿到巴斯克維爾館的地圖時發現巴斯克維爾館落在達特姆爾高沼地，而且特蕾西狹谷的大泥沼上散落著幾個住宅，巴斯克維爾館周邊都有樹林在圍繞著，儘管水松夾道雖然沒有註明，但是沿著這條線伸展下去的右手旁正是沼澤地。而這些小堆房子就是格林盆村，摩梯末醫生的住宅就在這裡。在半徑五英里之內，只有很少幾座零星散布的房屋。而賴福特莊園有一所註明的房物是斯泰普頓兄妹的住宅。這裡是兩家沼地的農舍（高陶和弗麥爾）。這些分散的各點之間和周圍延伸著的淒涼的沼地就是雨果出事的發源地，福爾摩斯猜測假設魔鬼想插足在人間就應該將此地做為出沒地點。華生在傍晚時分從俱樂部回來想了解查爾斯在遇到危險時為何逃往高沼地的方向。福爾摩斯猜測查爾斯逃跑時很有可能已經嚇壞又神智不清，他即使知道高沼地是個危險的地方，除非查爾斯是在神魂顛倒的狀態之下應該會這麼做的。華生跟福爾摩斯晚飯過後出門散步，他們互相聊起查爾斯在深夜時在門邊等誰，而這起事件的發生會選在他要去倫敦的臨行前的問題。
隔天早上，福爾摩斯跟華生跟莫蒂默教授以及從倫敦過來的亨利碰面。亨利向福爾摩斯解釋他待在倫敦的諾桑勃蘭旅館的房間入下榻幾天就收到一封要特別當心位於德文郡的高沼地的匿名便條。那個便條字跡凌亂，而且郵戳蓋著「查林十字街」，至於發信的時間是前天晚上。福爾摩斯注意到這個便條可能來自於別家旅館，那個便條是藉由《泰晤士報》上剪下來的字所拼湊而成。從切口上可以判斷這是由指甲刀所剪成的，上面殘余的香水味在暗示寫出與寄出便條的人是一位女性。福爾摩斯認定是有人知道亨利繼承這種危險的遺產便特地用這個方式來提醒他的，他問亨利是否有其他詭異的事件，亨利回答出他發現自己最近新買的靴子有一隻鞋子突然不翼而飛的經過，他邀請福爾摩斯與華生共享午餐就和莫蒂默教授出門去外頭閒晃。福爾摩斯在亨利離開貝克街時發現有人在監視他們，他跟華生偷偷跟著莫蒂默教授和亨利並且保持適當距離，兩人從牛津街上看見莫蒂默教授和亨利的步行大約有二百碼遠，他們跟在對方的身後保持著距離從牛津街轉到攝政街，這時福爾摩斯發現發現一名留著黑胡子的男子坐在一輛馬車上盯哨著莫蒂默教授和亨利，當這位黑胡子的男子跟福爾摩斯和華生互相打照便命令馬夫駕著馬車沿街道奔馳而去。
福爾摩斯和華生試圖跟蹤那位男子不成卻記住車牌號即2704號，福爾摩斯在送報室僱用一名男孩卡特萊特（Cartwright）讓他去倫敦旅館內從廢紙那裏搜尋被剪切過的《泰晤士報》並且打電話試圖找尋2704號馬車的車夫。當福爾摩斯跟華生回到旅館將事情經過告訴亨利和莫蒂默教授，莫蒂默教授聽到有個黑鬍子的男子在監視他和亨利時想起查爾斯的管家約翰留著黑鬍子，福爾摩斯決定發個電報給約翰請求他回電並發電報來確認對方的位置，莫蒂默教授解釋查爾斯的全部財產價值約有一百萬英鎊，他把分給自己與約翰管家夫婦分別為一千英鎊和五百英鎊，其他少許的財富分給一些人的，另外大部分財都捐給公共慈善事業，其餘的給姪子亨利七十四萬英磅。至於繼亨利之後的人就是查爾斯的遠房的表兄弟戴斯門家族的成員——傑姆士·戴斯門（James Desman），傑姆士是威斯摩蘭地區中一位過著聖潔生活、備受尊敬的牧師，他曾經拜訪查爾斯並且婉拒拒接受對方所給予的任何產業。當福爾摩斯一行人要離開時，亨利發現他遺失的新皮鞋。當天晚上，約翰發電報給福爾摩斯一行人並表示他仍然在莊園，卡特萊特聯絡給福爾摩斯並且告訴他查找碎報紙沒有結果，2704號馬車的車夫約翰·克雷登（J. Clayton）表示搭乘他的馬車的黑鬍子男子自稱是福爾摩斯讓眾人為此倍感驚異。隔天早上，亨利又造訪福爾摩斯並說自己一隻舊靴子突然不翼而飛，福爾摩斯在會面結束前找到一只靴子並意識到裡面確有獵犬聞過的跡象。為了找出案件的其他線索，福爾摩斯以要調查別案為理由要求華生跟隨莫蒂默教授和亨利造訪巴斯克維爾館。

### 嫌疑人的秘密、福尔摩斯登场
莫蒂默教授、華生、亨利在星期六從倫敦的火車站來到位於達勒姆的火車站，他們轉搭乘馬車前往巴斯克維爾館，雖然亨利對這片土地的關係十分了解卻發現高沼地依然處於潮濕的狀態。幾分鐘之後，馬車沿著寬闊的灰白大道飛馳起來。起伏不平的牧草地在大道兩側向上隆起。穿過濃密綠蔭的縫隙中有一些牆頭和古老的房屋。寧靜的村莊後面出現陰暗的沼地，中間還有幾座參差不齊的小山。馬車又轉入旁邊的一條岔路曲折上行通過一座花崗石的窄橋沿著奔騰的急流向前奔去。水流洶湧奔騰在灰色的亂石之間怒吼而過。道路在密生著矮小的橡樹和樅樹的峽谷中，沿著小河蜿蜒而上。小路上鋪滿枯黃的樹葉飄落在道路上。前方滿是石南一類常青灌木的陡斜的斜坡，在那最高的地方有一個騎在馬上的士兵，面孔黝黑而嚴峻，他的馬槍伸向前方做著隨時準備放射的姿態。車上的馬夫特別告誡莫蒂默教授、華生、亨利最近王子鎮的警官正在搜尋與追捕名叫塞爾登（Selden）的逃犯，由於塞爾登是犯下一起殺人案件的犯人促使警方都不能掉以戒備心。馬車爬上一個斜坡進入充滿原野的沼地，崎嶇不平的沼地上點綴著不少圓錐形、色彩斑駁的石塚和岩崗，而右邊正是格林盆泥潭中的大泥沼顯得相當荒涼又神秘，巴斯克維爾館隱現於晦暗的地方，由於野地颳颼起一陣寒風促使亨利裹起大衣便四周挑望著景象。
沒多久馬車進入陰暗的茵綠大道，館內的門前裝著歷經風雨吹打與侵蝕變得髒亂不堪的野豬頭的石柱，莫蒂默教授回去後，身為管家的約翰與他的妻子伊麗莎·巴裏摩爾（Eliza Barrymore）以親切的方式來迎接亨利和華生，屋內中央的大吊燈散發著昏黃的光線顯得幽暗與陰鬱，而且強項四處掛著歷代巴斯克维尔先祖們的肖像畫，彷彿他們仍然在世並且注視著華生和亨利。當天晚上，華生感到難以入睡並且聽到某位婦女的哭泣聲，隔天早上他發現伊麗莎有淚痕的跡象想詢問約翰，可是約翰卻否認一切並且拒絕回答華生提出來的問題。華生發現約翰的鬍子跟倫敦盯哨的黑鬍子男人有點相似，他決定到位於特蕾西狹谷（Coombe Tracey）中的格林盆鎮上的郵政局查詢約翰是否有寄電報回電給倫敦，結果華生發現那份電報是郵政局局長的兒子送的，郵政局局長的兒子解釋他是從約翰的妻子伊麗莎的手上去送電報，正當華生對線索中斷感到很懊惱時，他遇到拿著標本匣子和捕蝶網並且匆忙趕路的斯泰普頓。斯泰普頓向華生自我介紹一番並帶領他到沼澤地的小徑，斯泰普頓說他跟他妹妹住在高沼地附近長達兩年，他解釋只有自己是唯一很熟悉高沼地的周圍並且知道如何通過格林盆泥潭的沼地的人，斯泰普頓在路上跟華生詳細介紹當地的昆蟲知識與沼澤地的特點，這時華生詢問農民們描述「魔犬」吠叫聲的事時，斯泰普頓認為那只是麻鴨的叫聲並且說自己聽慣那個聲音，他勸告華生不要輕易相信那種無暨之談。
隨後斯泰普頓發現銀弄蝶並且追上去還解釋那個物種在十九世紀六十年代依然可以在達特姆爾才找得到。第二天早上，斯泰普頓帶領華生與亨利去看傳說中的魔犬出沒的地方，但是亨利站在荒涼陰森的曠野裡深感恐懼。後來華生和亨利跟隨斯泰普頓來到達梅利琵宅邸（Merripit House，斯泰普頓與貝麗爾的住家），斯泰普頓解釋他和他妹妹很喜歡大自然，所以他們帶著最忠心老傭人安東尼（Anthony）和一位女傭搬到這個頗有研究價值的客鄉僻壤中定居下來。華生跟斯泰普頓交談當中得知他曾在約克郡創立一所名叫聖·奧利弗的小學學校卻面臨有三個學生病逝於流行病跟其他經營不善等的情況下只能倒閉收場的經過。與此同時，斯泰普頓的妹妹貝爾麗（Miss Beryl Stapleton）在門口迎接華生與亨利，雖然貝爾麗曾經把華生看錯成亨利，但她要求他把自己的話轉告亨利不要接近高沼地，不過斯泰普頓邀請華生與亨利共進午餐的期間要求他截住貝麗爾的傳話。幾天後，亨利對貝爾麗產生愛慕想追求她卻受斯泰普頓的反對，而且斯泰普頓不喜歡亨利跟貝爾麗單獨相處。華生注意到斯泰普頓與貝麗爾的外貌並不十分相像，當亨利藉以有事到外頭去讓華生感到很不放心。當華生跟蹤亨利發現他繼續追求貝麗爾，可是貝麗爾反覆地勸告亨利盡早離開沼澤地卻沒說明原因。後來斯泰普頓斥責亨利立即帶著貝麗爾離開。當天下午，莫蒂默教授帶領華生、亨利與斯泰普頓兄妹來到查爾斯出事的案發現場，但是眾人發現夾道的外面是一片曠野之外其他什麼都沒有。
幾天之後，亨利繼續追隨貝麗爾又被斯泰普頓給斥責番。斯泰普頓向亨利說聲道歉並且解釋自己因為擔心他妹妹的安全才會說些很粗劣的話，斯泰普頓在邀請亨利在星期五晚上跟他們共進晚餐做為賠罪。一個月之後，華生在晚上看到約翰影蹎著腳跟走向長廊的盡頭，他透過門洞約翰在面對沼地的空屋的一扇鐵窗舉起蠟燭湊近玻璃似乎是向誰聯絡。華生在隔天早上跟亨利通報這件事，兩人在晚上在長廊上看守可是卻沒有收穫，他們在第三天的深夜看到約翰的詭異行為並且叫住他，當亨利質問約翰在座什麼詭異舉動時，伊麗莎跑過來勸說亨利請求他諒解他們夫婦行為並且解釋被通緝的逃犯塞爾登是她的弟弟，華生聽到塞爾登是伊麗莎的弟弟感到很吃驚。伊麗莎解釋她的原名姓就是塞爾登，過去她跟她的家人因為過度溺愛還在懂事時的塞爾登導致他結交損友誤入歧途，其實塞爾登性格很平和、熱愛花草樹木，但是當時他因為口吃的問題加上不喜歡與別人來往，所以他總是受到旁人的冷漠與排擠中自顧自地的工作，只是在數個月前，有一個傭工在塞爾登的暖水瓶添加煤油來整他，甚至嘲諷塞爾登的口吃問題，導致塞爾登為此突然動怒與精神失常就拿起修剪樹枝的剪刀把對方給殺害。伊麗莎即使知道塞爾登所犯下的罪是不可饒恕卻不能放著他不管，因此他們夫婦只好以燭光向塞爾登發出替他準備好衣物和食物作為聯絡信號。聽完真相經過的亨利決定不去計較約翰和他的妻子瞞著自己和已故叔父查爾斯所做的行為，但是他和華生不能放著塞爾登不管，亨利與華生拿著手槍在頂著惡劣的天氣去尋找塞爾登的行蹤，但是塞爾登發現來找他的是亨利與華生便拿起石頭丟出去往山坡邊急奔而下逃跑，儘管亨利與華生想要猛追卻追不到人，他們還聽到周圍則傳來魔犬的狂吠聲。正當兩人正要返回巴斯克維爾館時，有人在高聳的岩崗在盯哨著他們。華生認為亨利隨時都會遭遇著危險，他回房間把自己調查的情況寫成報告書寄給福尔摩斯，希望他能在事態危急前趕來巴斯克維爾館。
隔天早上，約翰對亨利昨晚冒險去追捕塞爾登的事感到很不滿，亨利向約翰保證自己不會向警方通報並送些衣物給伊麗莎盡早讓賽爾登離開高沼地。約翰很感激亨利的作法並把自己在整理查爾斯的遺物期間發現一封被燒毀一部分的殘信件告訴華生，他看到信的筆跡是為女姓並且寫著L.L.莫蒂默的署名，約翰認為查爾斯出事的當晚可能去跟名叫L.L.的女人碰面，他還從塞爾登的口中聽到還有人待在高沼地。華生獨自冒雨攀爬黑色岩崗卻一無收穫，他在歸途中遇到剛看診結束的莫蒂默教授。當華生詢問莫蒂默教授是否知道名為L.L.的女人時，莫蒂默教授解釋L.L.的女人是名叫勞拉·里昂（Laura Lyons）的婦女，勞拉是住在名叫庫姆·特雷西小鎮的當地居民並且從是打字行的工作的女郎，她最近被她的畫家丈夫萊昂斯（Lyons）給遺棄有離婚訴訟的問題，再加上勞拉對她的父親弗蘭克蘭而鬧翻陷入窘迫，所以只有查爾斯、莫蒂默教授和斯泰普頓盡他們的所能幫助勞拉。華生向莫蒂默教授給他有關勞拉的住址並且在第三天早上拜訪勞拉跟她提到查爾斯的事時，勞拉解釋當時她確實有寫信給查爾斯卻沒有回答詳細原因，面對查爾斯突然會離奇猝逝是她完全沒有料想到的。華生看到勞拉的眼神就明白她有著不可告人的心事。華生在回去的路上碰到勞拉的父親弗蘭克蘭，弗蘭克蘭剛打贏兩場官司和訴訟為由邀請華生過來陪同自己慶祝，他帶華生到房屋的平台上並且用望遠鏡看到一個攜帶食物、翻過山崗的男孩。華生跟著那個男孩的足跡來到山崗，他拿著手槍警惕地搜索著斜陽投影下危機四伏的山崖間。華生看到一間被史前石柱所環繞著的石屋，他進屋後發現屋內沒有人，石頭上的小布包下壓著一捲留淺草字跡、記錄著他調查案件經過的紙條。與此同時，一個黑影出現在華生的面前，那個人正是福爾摩斯！

### 故事的高潮
福爾摩斯跟華生解釋自己為了盡早偵破案件便悄悄地來這裡，他委託在倫敦送報的男孩卡特萊特自己送些食物過來。福爾摩斯收到華生的報告書前收集到不少案件的情報跟線索和內幕。他發現貝麗爾其實是斯泰普頓的妻子，原因是斯泰普頓為了讓他獲得好處並且叫貝麗爾裝扮成他的妹妹。正當福爾摩斯正要和華生說出斯泰普頓所做的「真正目的」時聽到撞擊搬的聲響。他們立即上前發現一位才剛身亡沒多久的男子，起初華生在案發現場中誤以為是亨利，但他很快便發現是身著亨利的舊衣服的逃獄犯塞爾登。福爾摩斯發現塞爾登的遇害地點是高大巖石的山崖下方，他就推測賽爾登應該是被什麼東西給追擊卻不慎從山崖上墜落下來。斯泰普頓恰巧出現向華生解釋事情經過時，福爾摩斯宣稱他們在第二天要返回倫敦調查毫無進展的案件藉此支開斯泰普頓的注意。福爾摩斯和華生返回巴斯克維爾館不久，福爾摩斯的到來讓亨利感到很高興卻對他空手而來感到驚疑，不久，福爾摩斯和華生給亨利勻出日常用具並且把塞爾登遇害的消息告訴約翰與伊麗莎，伊麗莎聽到她的弟弟塞爾登身亡的消息而崩潰到促使約翰不得不安撫她，約翰對塞爾登出事的經過感到很遺憾也認為他們得向警方請求協助。亨利迎接福爾摩斯並且說出斯泰普頓邀請自己在明天晚上跟他共用晚餐的事。福爾摩斯在享用晚餐的同時看到亨利家的歷代先祖的肖像畫畫作。

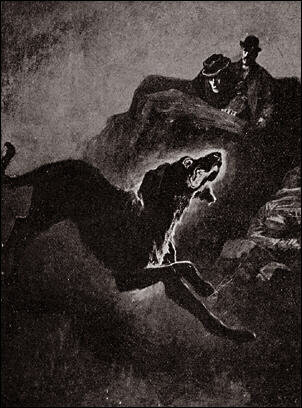
Sidney Paget的插圖：福爾摩斯和華生發現巴斯克維爾獵犬。

福爾摩斯等亨利介紹雨果的肖像畫作後，他在晚飯後在華生的面前將雨果的頭髮給遮住，福爾摩斯解釋把畫作的帽子給遮掉足以證明斯泰普頓的容貌跟雨果長得極為相似。他認定斯泰普頓正是唆使「魔犬」來犯案、企圖爭奪巴斯克維爾家族遺產的兇手。隔天清晨，福爾摩斯把塞爾登已經身亡的消息回報給王子鎮的警察局時跟華生整好行李要回去倫敦，亨利雖然對福爾摩斯要回去的事感到很不捨卻只能答應讓他離開。兩個小時候，福爾摩斯和華生來到位於達勒姆的火車站，恰巧卡特萊特在車站等候福爾摩斯多時，福爾摩斯叮囑卡特萊特搭上火車返回倫敦並以自己的名義給亨利傳個電報。接者，福爾摩斯與華生造訪勞拉並且告訴她有關斯泰普頓的騙局和貝麗爾的真實身分。起初勞拉不願意相信貝麗爾是斯泰普頓的妻子，直到福爾摩斯把查爾斯的猝逝案是謀殺事件的同時把斯泰普頓與貝麗爾在約克郡的合照相片拿出來後，她立刻露出沮喪的表情並且向福爾摩斯坦白出真相。原來斯泰普頓在知道勞拉跟和她父親弗蘭克蘭有產生糾紛的問題時，他刻意利用這點來欺騙勞拉對自己的感情。當勞拉向斯泰普頓訴苦時，斯泰普頓刻意佯裝出善良的模樣並且建議勞拉去向查爾斯請求幫助，但條件是等她把求助信寄給查爾斯時不要出去赴約。當時勞拉因為想要盡早跟她的丈夫萊昂斯離異並且跟斯泰普頓結婚，因此她在完全不知情的狀況下照著斯泰普頓的話寫信給查爾斯，結果查爾斯收到勞拉的求助信變出去赴約卻慘遭遇害。勞拉當時不知道她的行為讓查爾斯已經遭逢厄運。斯泰普頓在查爾斯出事後，他特地告誡勞拉把她跟查爾斯赴約的事給沉默下去，不然她會被警方當成是謀害查爾斯的嫌疑人。福爾摩斯跟華生知道事情的真相經過後，他們道別勞拉再次來到火車站拿著兩張空白的拘票的副檢察官雷斯垂德碰面展開救援亨利的行動。
福爾摩斯、華生與雷斯垂德前往梅利琵宅邸，福爾摩斯叫華生到屋外偵查番後再回來。華生潛伏在梅利琵宅邸窗外看到亨利與斯泰普頓共同進餐的場景，當時亨利心不在焉的聆聽正在興致勃勃的斯泰普頓高談闊論，因此他們決定等到亨利離開宅邸後就展開營救行動。斯泰普頓給亨利到一杯酒並且聲稱他有事要出去門外，只獨留亨利在屋內。斯泰普頓走出大門來到果木林間的小木屋中進去屋內，不久，小屋裡傳出一陣奇怪的扭打聲和鐵鍊的撞擊聲，斯泰普頓剛走出屋外又回到他的房子，這時華生離開梅利琵宅邸之前查覺到貝麗爾沒有在屋內，他感覺到貝麗爾可能已經遭遇不測並且通知福爾摩斯。後來大霧逼近於高沼地，福爾摩斯接獲華生在梅利琵宅邸的情況做好萬全的準備。隨著濃霧越來越近，有一隻黑得類似煤炭的獵犬竄出濃霧逐漸逼近才剛離開梅利琵宅邸的亨利，那隻獵犬開大口的嘴巴向外流著火焰，不論是眼睛和全身上下發著詭異的光芒比勝過傳說中的「魔犬」！雷斯垂德看到那隻怪物就發出驚悚般的叫聲趴在地上，華生見狀立即向那隻「魔犬」開槍，不過「魔犬」即使中槍卻沒有停步繼續往山坡上前進。福爾摩斯知道「魔犬」的狩獵對象就是亨利便向箭似般地追過去。才剛離開斯泰普頓的住宅經過高沼地的亨利在山坡上四處張望著，當他聽到詭異的腳步聲響時不禁發抖起來。亨利看到「魔犬」正往自己飛奔似的追來嚇得半昏過去而被給撲倒在地上，所幸福爾摩斯迅速將「魔犬」給擊斃並且救下早已失去知覺的亨利。
華生發現「魔犬」居然是一隻巨大的混種獵犬，而且牠的體型像一頭牝獅。他發現獵犬的全身都被塗抹著磷光體，這也解釋那隻獵犬會被村民們給誤看成是魔犬的原因。雷斯垂德用白蘭地酒酒瓶塞入亨利的口中，亨利甦醒時看到倒地不起的「魔犬」感到很吃驚，福爾摩斯把亨利扶起來也解釋他們的下一步行動。福爾摩斯、華生與雷斯垂德請亨利待在梅利琵宅邸的屋外，他們進入屋內找尋斯泰普頓卻找不到人。就在此時，雷斯垂德聽到樓上的房門有動靜，踹開房門的福爾摩斯發現四處都布置成博物館的房間，他看到滿身傷痕的貝爾麗被綁在房間中央的柱子上。貝爾麗在福爾摩斯幫自己鬆綁不久就道出她長久以來都為斯泰普頓的行為感到很不滿。福爾摩斯和華生在貝爾麗說出斯泰普頓在泥沼中的孤島上建立他的藏身處後，他們將亨利帶回巴斯克維爾館並且跟雷斯垂德在梅利琵宅邸的外圍展開搜捕行動。隔天清晨，福爾摩斯和華生、雷斯垂德在貝爾麗的帶領下來到泥沼的孤島，他們在島上展開搜索卻一無所獲，這時福爾摩斯用樹枝撈到亨利在倫敦遺失的舊靴子，顯然斯泰普頓依然把舊靴子攜帶在他的身上。間接者，眾人發現斯泰普頓的帽子正浮在冒著氣泡的泥漿上。福爾摩斯推測斯泰普頓可能在昨晚聽到槍聲時正要逃到他的藏身處，由於他在大霧看不清路標而身陷格林盆泥潭的泥漿中被吞沒殆盡。眾人發現島上除了斯泰普頓的藏身處之外還有一座廢棄的礦坑。他們在那裡找到一條粗大的鐵鍊跟許多被啃過的骨頭跟裝著磷光體的鐵罐。回去的路上，貝爾麗把斯泰普頓的背景告訴福爾摩斯一行人，根據貝爾麗的講述斯泰普頓的本名是羅傑·巴斯克維爾(Roger Baskerville)，他其實是查爾斯的三弟羅傑的親生兒子（另外一個說法是私生子），而斯泰普頓的目的正如福爾摩斯所料是要謀害查爾斯和亨利來獲得巴斯克維爾家族的遺產。案發後，莫蒂默教授為了讓亨利能盡早恢復精神決定安排環遊旅程的規劃。福爾摩斯、華生、雷斯垂德則是在亨利、莫蒂默教授、勞拉、約翰夫婦以及貝爾麗的目送下搭上列車準備返回倫敦。

### 故事的結局
幾個月後，亨利和莫蒂默教授準備作長途旅行前再次拜訪福爾摩斯和華生，福爾摩斯在華生熱情地接待亨利和莫蒂默教授的同時把他所調查的案件經過告訴他們，根據福爾摩斯的調查出查爾斯的三弟正是因為道德敗壞而被逐出家鄉的羅傑，雖然大眾認為羅傑在南美洲逝世時沒有留下任何的子嗣，但實際上他已經育有一個同樣命名為羅傑的兒子。成年的小羅傑跟當時住在哥斯达黎加卻尚未結婚、原名叫做貝爾麗·加西亞（B.Garcia）的女子結婚成家。雖然小羅傑外貌向是個好人，但是他擁有繼承他父親羅傑的性格並且在當地惹事生非。當小羅傑在當地犯下貪汙公款的罪名逃回自己的故鄉南美洲又帶著貝爾麗到英國約克郡並且改名為範德勒，由於小羅傑在昆蟲學有相當的研究與發現，所以他迅速獲得科學界的公認與支持。福尔摩斯解釋他從大英博物館館長的口中得知羅傑也曾在約克郡辦學的年頭從昆蟲學界中獲得權威並且將他率先發現的飛蛾來命名為範德勒。
之後，小羅傑發現自己出身於巴斯克維爾家族並在調查中發現他的家族還有一份巨大的產業，於是他在約克郡的東部創辦小學學校想要繼承他的家族的巨大財產，可是他卻面臨一位由自己所僱用、罹患肺病的教師去世弄得學院的聲譽不佳到爆發流行病的情況。所以小羅傑只好關閉學院又改名為斯泰普顿，他要以貝爾麗作為自己的妹妹搬到達特姆爾並且到自己先祖的住宅附近定居下來。過沒多久，斯泰普顿在達特姆爾靠著盜竊參與四項大型盜竊案件並且涉嫌犯下槍殺一個想要襲擒那帶著面具的單身盜賊的男童僮僕的罪行。他在去德文郡之前跟他從未謀面的叔父查爾斯見面，當斯泰普顿知曉查爾斯偏向迷信也有罹患心臟衰竭的疾病的狀況並且獲知他們家族流傳下來的故事後就產生要佔據巴斯克維爾家族財產的歹念。斯泰普顿把他的家安置在鄰近祖宅附近的地方並且培養起與查爾茲和附近鄰居們的情誼，接者他從倫敦的狗販子手中買下一隻混著獒犬和尋血獵犬優良血統的獵犬藏在自家附近高沼地的孤島上將牠偽裝成糾纏著巴斯克維爾家族的魔犬。
斯泰普顿每天晚上帶著「魔犬」來到莊園找個機會對引查爾斯下手讓巴斯克維爾家族流傳的「魔犬傳說」變得更加現實。但是他太過於焦急讓查爾斯和拜訪他的莫蒂默教授在當天傍晚看到「魔犬」的身影。所以斯泰普顿有幾次把「魔犬」埋伏在外面卻無法把查爾斯引出來。當他想要讓自己的妻子貝爾麗去勾查爾斯不成就想到曾經找自己請求協助的勞拉，斯泰普顿便假意答應勞拉負責處理她的離婚訴訟問題，他要求勞拉寫信約會查爾斯但當晚又叫她不要去赴約。當查爾斯在水松夾道上等候勞拉時，斯泰普顿便趁著查爾斯在水松夾道上等候勞拉時放出「魔犬」，結果查爾斯被「魔犬」給追趕卻因心臟病發作而倒斃身亡。由於狗不吃遺體的緣故，所以在案發現場只有犬腳印也沒有留著任何的可疑痕跡。原本斯泰普顿以為他終於能夠繼承查爾斯的財產，但是查爾斯早已立下遺囑將家產交給他的表兄弟亨利來繼承。因此斯泰普顿來到倫敦並且跟蹤亨利並在暗中偷走他的靴子，後來他發現自己偷走的是亨利的新靴子，於是他將新靴子还回去並且賄賂旅館的人偷出亨利的舊靴子好讓「魔犬」熟悉對方的氣味。福尔摩斯推测應該是當時亨利的靴子是被斯泰普顿給收买的酒店的擦鞋匠給偷走的。而且搭乘馬車夫約翰·克雷登的馬車上並自稱福爾摩斯的黑鬍子男子是斯泰普顿。由於斯泰普顿發現莫蒂默教授早已向福爾摩斯求助他找出查爾斯猝逝的原因時，他只好監視亨利一直到他返回巴斯克維爾館時才行動。
雖然貝爾麗已經覺察斯泰普顿的行為，可是她受到監視無法去警告亨利。所以貝爾麗只好隱蔽她的真實身分特地用從報紙上剪下來的鉛字湊成一封匿名信寄給亨利藉此保護他的人身安全。福爾摩斯解釋斯泰普顿出發到倫敦之前委託對他很忠心的老傭人安東尼負責照顧自己的「魔犬」，畢竟斯泰普顿在多年前擔任小學校長時期和安東尼的關係要好，安東尼像貝爾麗會說英文但帶著奇怪舌頭的味道，他曾親眼見過安東尼照著斯泰普顿所標出來的小路走過格林盆泥沼。福爾摩斯發現貼著報紙鉛字的信的時仔細地檢查紙裡面的水印。他把信件拿在離眼睛只有幾英寸的地方感覺出有一種類似白茉莉花的香水時猜測這起案件中會牽扯到某個婦女。福爾摩斯在華生陪同亨利的期間潛入鄉下藉此監視斯泰普顿，並且要求陪同的卡特萊特偽裝成農村孩童替他送飯的同時查出所有的線索。福尔摩斯把他所了解斯泰普顿的做法並以講述：“.. 多年以來，他（斯泰普頓）是個窮兇極惡的人..”，他解釋斯泰普顿等到亨利下榻巴斯克維爾館的期間把「魔犬」放出來讓牠記住亨利的氣味，而且貝爾麗無疑地受著遵從斯泰普顿的命令。當亨利追求貝爾麗讓斯泰普顿似乎產生不滿並且出面干涉，起初斯泰普顿假意用籠絡感情使亨利經常到梅利瑟宅邸的同時找到機會放出「魔犬」攻擊他，可是警方所追捕的逃犯塞尔顿因為穿著亨利的舊衣服遭到「魔犬」的追擊而在高大的巖石上發生意外身亡。起初斯泰普顿從來都不知道塞尔顿的存在，直到他發現塞尔顿的遺體才知道這件事。
另一方面，貝爾麗發現斯泰普顿刻意把他的「魔犬」關在外邊的小屋中打算要謀害亨利，因此她往日的柔順性格轉變成對斯泰普顿的仇恨。斯泰普顿在假意邀請亨利共用晚餐的幾個小時前，貝爾麗當場譴責斯泰普顿的行為並且透露出她另有所愛，斯泰普顿知道貝爾麗早晚會通報警方來捉捕自己，於是他把貝爾麗捆在樓上並且對她實施殘酷的對待不讓亨利提高警戒心。之後斯泰普顿乘機來到外面放出「魔犬」去追咬獨自回巴斯克維爾館的亨利卻沒發現福爾摩斯早已布下對付他的陷阱，結果斯泰普顿誤踩格林盆泥潭的泥沼下就此被泥沼給吞沒殆盡。華生詢問福尔摩斯假設斯泰普顿的謀害計畫真的達成要怎樣來解釋這樣的事實，他為什麼要改名並且隱居在離財產那麼近的地方，那又如何讓要求繼承權怎能不引起別人的懷疑和要求進行調查，福尔摩斯解釋他無法回答這個問題，貝爾麗解釋她曾幾次聽到斯泰普顿有談論這個問題，福尔摩斯推定斯泰普顿有三個方案可以考慮：比方說他可以讓當地的英國當局證明他的身分從南美洲要求繼承這份財產；另外一個是可以選擇在倫敦隱居一段時間等到風平浪靜後，直接出面當個繼承人的身分出面；或是用金錢收買別人再假造文件只要求部分繼承權。這樣既可以封口又可以得到實惠的方案。之後，福尔摩斯目送亨利和莫蒂默教授後，他先在虞格諾戲院預訂一個包廂來慶賀成功破案並且邀華生去瑪齊尼飯店吃晚飯前他們倆所整理出來的檔案放入檔案櫃子時露出微笑，這大概是福尔摩斯的人生中最難得的一次。

## 起源
柯南·道爾在第二次布爾戰爭布隆方丹的蘭曼野戰醫院（Langman）裏擔任義務醫生，從南非回來後寫這部小說。
道爾已經八年沒有寫福爾摩斯，他在1893年的《最後一案》中將角色了結。雖然《巴斯克維爾的獵犬》的背景時間早於結點，兩年後，柯南·道爾將福爾摩斯起死回生，在《空屋》中解釋道福爾摩斯不過是詐死而已。
在創作中，他得到了《每日快報》30歲的記者伯特倫·羅賓遜（Bertram Fletcher Robinson,1870-1907）的幫助。他的靈感來自於理查德·卡貝爾（R. Cabell）的傳奇，是巴斯克維爾惡犬和被詛咒鄉紳的基石。卡貝爾的墓地可以在巴克法斯特利的丹佛那裏看見。
理查德·卡貝爾鄉紳愛好打獵，被描述為‘怪物一般的惡人’。在各種惡性以外，他還把自己的靈魂賣給魔鬼。有傳言說他曾經謀殺自己的妻子。1677年7月5日，他去世後並安葬在墓地，但這不過是故事的開始。在理查德葬禮的晚上有成群的惡犬幽魂從沼澤地那裏向墳墓嚎叫。從那晚上起理查德的幽魂就領著狗群奔跑在沼澤地，通常在他死去的周年上。如果狗群不是在狩獵，那就是在墳墓周圍徘徊、尖叫。村民們為了嘗試讓理查德的靈魂能夠安息因此在墳墓旁建造更大的建築時還加厚蓋板。
除此之外，丹佛的民间传说也包括灵异恶犬（Yeth hound），柯南·道尔可能对此有相关的了解。

### 原始手稿
1902年，道尔的原始手稿被分解成单个页面，作为道尔美国出版社的促销手段 —— 他们被各个书商置于橱窗上展出。在约185页手稿中，已知仅存的只有36页，包括11章的所有页面，由纽约公共图书馆持有。其它页面由大学图书馆和私人收藏者持有。最新发现的页面在2012年以US$158,500高价拍卖成功。

## 人物
夏洛克·福爾摩斯 （Sherlock Holmes）–居住在貝克街221B號寓所的著名偵探，眼目銳利、智力超群、邏輯清晰。他善於觀察、推演事物，雖然在本案中自己的身處幕後，但在最後用盡解數智擒真兇挽救被害者的生命，解開案件的疑雲。
約翰·華生醫生 （Dr John Watson）–是福爾摩斯摯友也是私人偵探的記錄人。在本案中代替福爾摩斯調查嫌疑人的行動，在福爾摩斯現身前盡力地嘗試解決問題。

### 案件中出場的人物、其他掌握案件關鍵的角色
雨果·巴斯克維爾爵士 （Sir Hugo Baskerville） – 十七世紀的巴斯克維爾家族的先祖亦是西部地區的大領地主，年輕時總是為非作歹、卑劣粗俗、貪婪無厭、殘暴狂妄、驕奢淫逸、沈迷酒色、作威作福、完全不信上帝也不學無術，與自己手有好閒的手下做盡壞事搞到聲名狼籍，甚至過度迷戀與拐騙一位農夫的女兒把自己的靈魂賣給魔鬼逼她逃至達特姆爾荒原懸崖的高沼地，因此命喪於巨大魔犬的利齒上，導致自家的家族成員遭受一連串的譴責與詛咒中離奇身亡。自己的肖像畫為福爾摩斯提供線索並且推斷出傑克·斯泰普頓是巴斯克維爾家族的後裔。
查爾斯·巴斯克維爾爵士 （Sir Charles Baskerville） –最近因心臟病而過世的巴斯克維爾莊園的前任地主與男爵爵士，亨利的伯父。兩年從南美洲搬回莊園定居，他沒有子嗣並且打算對周邊荒蕪的地區進行開發工作，由於身體狀況欠佳總是每天在晚上夜間散步，生前希望姪兒亨利能繼承自己的遺志時要特別當心高沼地的危險性，當時案發現場的足跡顯示出自己正在逃離什麽東西。而且在遺體旁有大型犬的腳印。
泥沼中的女孩（a Girl in the Mire）–其本名不詳(疑似名為「富羅琳」(Florin)，十七世紀中隸屬巴斯克維爾家族的莊園的鄰村的某個農莊地主的女兒，亦是被雨果·巴斯克維爾給糾纏的被害者與掌握魔犬詛咒的關鍵角色。身為自耕農家之地主的父親在鄰村附近擁有許多的畝土也受到村民們的尊敬。
當時因為自身的美貌被雨果給追求，可是自己知曉雨果的負面名聲總是躲避還拒絕他對自己提出的求婚請求。後來在米可摩斯节的晚上，因為獨自看家被雨果與他的手下給強制擄走與禁錮在雨果的莊園的某個閣樓房間內，後來利用靠近莊園後院南墙房間的窗口中長滿蔓藤的房檐上攀爬到地面逃到外面。但是在逃亡的途中被雨果與他的獵犬群給追趕至達特姆爾荒原懸崖，最後在過於驚恐與疲憊的情況下不慎從山崖上跌落在高沼地的荒草的高沼地中以微差身陷泥沼下斷氣（另一則說法是因疲憊和驚恐過度下身亡），促使雨果家的後裔遭受詛咒的契機。
亨利·巴斯克维尔爵士 （Sir Henry Baskerville）– 查尔斯的侄子、斯泰普顿的堂兄弟，袭承爵士的头衔。被描述为“瘦小、精明、眼睛黝黑的男人，约30岁左右，身体很好。”经由伯父的醫師莫蒂默的介绍认识福尔摩斯和华生以保护自己的安全以免家族斷絕血脈。在故事的高潮中被福尔摩斯和华生所救躲離「魔犬」的襲擊。
詹姆斯·莫蒂默醫生 （Dr James Mortimer）–巴斯克維爾莊園的前任地主查爾斯的朋友兼醫生。被描述为高大、消瘦、心地善良，行為古怪。是個稱職的鄉村醫生，忠誠地執行查爾斯爵士的遺囑。由於查爾斯的猝逝案對繼承遺產的查爾斯的侄子亨利可能會身處險境，便在故事的起初乘坐火車去倫敦尋求福爾摩斯的幫助。在整個故事中為案件的調查提供協助。
傑克·斯泰普顿 （Jack Stapleton）– 前約克郡地區某個小學學校的校長，經常在沼澤地追蝴蝶與收集古文物。從外表上看是個紳士卻是個反派角色(只有在關鍵時刻才會顯現出來)。真實身分是巴斯克維爾家族的後裔、查爾斯的侄子兼亨利的堂兄弟——羅傑·巴斯克維爾(Roger Baskerville)，企圖利用「魔犬」來謀害伯父查爾斯與堂兄弟亨利奪取巴斯克維爾家族的遺產，最後被高沼地的泥沼給吞噬掉。
貝丽尔·斯泰普頓小姐 （Miss Beryl Stapleton）– 斯泰普頓的妹妹(其實是妻子)，本名是貝爾麗·加西亞（B.Garcia），南美洲的當地婦女。故事開始時因不滿丈夫斯泰普頓的作惡行徑多年，因此暗中報信給斯泰普頓的表兄弟亨利藉此保護他的安全，故事高潮中打算聯絡警方卻被丈夫給禁錮起來，直至被福尔摩斯和华生所救，並且把丈夫的逃生出路提供給他們。
約翰和伊丽莎·巴裏摩爾 （John and Eliza Barrymore）– 巴斯克維爾家的管家。夫婦二人真摯、友善，約翰是查爾斯已故的老管家之子，其家侍奉查爾斯的家族長達四輩，伊丽莎本性為塞爾登，是塞爾登的姊姊，她曾過去撫養還是懂事的塞爾登確疏於給他適當的教育，即使知道弟弟犯下多數罪行卻依然袒護並且暗中提供衣食給他。
塞爾登 （Selden）– 一名犯下殺人事件而逃獄的罪犯，伊丽莎的弟弟。因為擁有口吃的問題，加上沉默寡言的緣故不擅於跟別人來往，過去懂事時受姊姊和家人的養育卻因為受到過度溺愛加上結交損友而誤入歧途，加上在因為受到一位嘲笑自己有口吃問題的傭工的捉弄（在暖水瓶添加煤油），因而動怒精神失常，使用修建樹枝的剪刀將對方給殺害而入獄。之後逃獄後躲避警方的追捕躲進沼澤地並且接下姊姊和姊夫在暗中提供的衣食。後來因穿著亨利的舊衣服不慎被「魔犬」所害。
勞拉·裏昂 （Mrs Laura Lyons）– 弗蘭克蘭的女兒，過去和萊昂斯（Lyons）的畫家結婚卻遭到他的遺棄，後來與父親鬧矛盾感到很苦惱，曾在斯泰普頓的提案下向查爾斯·巴斯克維爾求助。
弗蘭克蘭·裏昂–（Frankland Lyons） 巴斯克維爾家的鄰居，勞拉·裏昂的父親，律師，既好客又很饒舌也對周遭的事物產生興趣，精通法律。平日以訴訟為業，總是以望遠鏡來觀察沼澤地。
雷斯垂德探長（Inspector G. Lestrade）– 倫敦蘇格蘭場的警長，一同參與偵破巴斯克維爾的魔犬案。
卡特萊特– （Cartwright）倫敦街頭的流浪孩童，他在巴斯克維爾魔犬案中為福爾摩斯提供一些協助（包括在福爾摩斯於沼澤地居住的期間送飯）。

## 改編作品
- 第二季第二集巴斯克維爾獵犬
- 《福爾摩斯與華生》：第四季第十六集【Hounded】。
- 《忧国的莫里亚蒂》漫画第10～11话《巴斯克维尔家的狩猎》